# Гюнтер Прін
Гюнтер Прін (нім. Günther Prien; нар. 16 січня 1908, Остерфельд — ймовірно 7 березня 1941, 200 миль південніше Ісландії) — німецький офіцер-підводник часів Третього Рейху, корветтен-капітан Крігсмаріне (1941). Кавалер Лицарського хреста з дубовим листям (1940). Дев'ятий за результативністю командир німецького підводного човна часів Другої світової війни, на рахунку якого 30 суден противника сумарною водотоннажністю 162 769 брутто-регістрових тонн та британський лінійний корабель «Роял Оук» (водотоннажність 29 150 тонн), а також пошкодив ще 8 суден (62 751 тонна).
7 березня 1941 року підводний човен U-47 Г. Пріна зник у Північній Атлантиці південніше Ісландії разом з усім екіпажем. Обставини його загибелі до цього часу невідомі.

## Біографія
Військова кар'єра
- 16 січня 1933 — кадет ВМС
- 1 березня 1933 — фенрих-цур-зее
- 1 січня 1935 — обер-фенрих-цур-зеех
- 1 квітня 1935 — лейтенант-цур-зее
- 1 січня 1937 — оберлейтенант-цур-зее
- 1 лютого 1939 — капітан-лейтенант
- 1 березня 1941 — корветтен-капітан

### Молоді роки
Гюнтер Прін народився 16 січня 1908 року в місті Остерфельд у бідній родині судді Густава Пріна та Маргарет Боштедц. З дитинства спізнав злидні, великій сім'ї не вистачало найнеобхіднішого. У віці 15 років втік з дому та почав працювати самостійно у торговельному флоті, заробляючи собі на життя. На зароблені гроші зміг сплачувати навчання у морській школі в Гамбург-Фінкенвердері, де здобув навички моряка. Після успішної здачі іспитів Г.Прін отримав посаду четвертого офіцера на пасажирському судні «Гамбург». Під час зимового шторму судно затонуло, але Гюнтер встиг вплав дістатися берега. У січні 1932 року отримав капітанську ліцензію.
У травні 1932 року вступив до лав нацистської партії.

### Служба на флоті
16 січня 1933 року Гюнтер Прін вступив до рейхсмаріне — військово-морських сил Веймарської республіки, рядовим матросом незважаючи на те, що мав освіту й ліцензію капітана. Поступово просувався по службових сходах, проходив службу на легкому крейсері «Кенігсберг».
Пізніше продовжив навчання у школі підводників у Кілі, де здобув досвід управління підводними човнами на U-3. У Кілі Прін познайомився з Вернером Гартманом, командиром U-26, що взяв його до себе першим вахтовим офіцером. U-26 брав участь у громадянській війні в Іспанії.
Після повернення з Іспанії, у 1938 році Гюнтер Прін закінчив курси командирів-підводників і отримав під своє командування найновітніший німецький підводний човен типу VIIB U-47, що входили до складу крігсмаріне. 17 грудня 1938 року U-47 увійшов до складу 7-ї флотилії ПЧ крігсмаріне. Під час маневрів у Біскайській затоці Прін відзначився і привернув до себе увагу Карла Деніца, майбутнього командувача підводними силами нацистської Німеччини.

### Друга світова війна
19 серпня 1939 року капітан-лейтенант Г.Прін вивів корабель з військово-морської бази Кіля напередодні початку Другої світової війни в готовності розпочати підводну війну за командою зі штабу. За час 1-го походу субмарина обійшла Британські острови та вирушила до Біскайської затоки у визначений район патрулювання.

#### 1-й бойовий похід
19.08.1939-15.09.1939
1 вересня 1939 року німецький вермахт вторгся до Польщі, розпочалась Друга світова війна. 3 вересня британський уряд оголосив війну нацистській Німеччині, й командир U-47 отримав наказ на початок бойових дій проти британських кораблів. 4 числа до капітана довели інформацію про затоплення німецьким підводним човном U-30 британського пасажирського лайнера «Атенія», яке стало першим судном, потопленим німецькими підводними човнами у Другій світовій війні.
5 вересня 1939 року британське парове вантажне судно «Боснія» (2 407 тонн) з вантажем сірки було атаковане на відстані 120 миль від іспанського мису Ортегаль артилерійським вогнем палубної гармати U-47 і примушено зупинитися. Один член екіпажу судна загинув, решту німці пересадили в шлюпки, яких згодом врятували моряки норвезького судна SS Eidanger та доставили до Лісабона. «Боснія» стала першою жертвою німецького підводного човна U-47 капітана Г.Пріна.
6 вересня 1939 року U-47 спробував зупинити поодинокий та неозброєний пароплав «Ріо Кларо» (Велика Британія, 4 086 тонн) північно-західніше мису Ортегаль. Однак транспортне судно, яке прямувало з вугіллям із Сандерленду до Монтевідео, проігнорувало сигнали німецького човна та випереджувальний постріл по курсу судна з німецької 88-мм гармати. Тоді, Г.Прін дав наказ обстріляти «Ріо Кларо», яке подавало сигнали SOS і примусив його зупинитись. Англійські моряки були посаджені у човни, а в 14:40 судно затоплено однією торпедою. Невдовзі над поверхнею моря з'явився літак і U-47 здійснив термінове занурювання. Капітана «Ріо Кларо» та 40 членів команди судна підібрав голландський пароплав Stad Maastricht і 11 вересня висадив їх на Фаялі.
7 вересня німецька субмарина виявила на відстані 260 миль західніше-північно-західніше іспанського мису Фіністерре поодиноке суховантажне судно «Гартавон» (Велика Британія, 1 777 тонн), що перевозило 1600 тонн залізної руди й асфальт. Британське судно спробувало втекти від німців, але було обстріляно з палубної гармати. Вогнем артилерійської системи були знищені щогла та радіоантена, й «Гартавон» став зупинятись. Але, несподівано для німецького офіцера, британське судно спробувало атакувати субмарину, намагаючись її протаранити. Відхилившись від удару, німецькі моряки пересадили команду в рятувальний човен. Судно спробували торпедувати, як минулих разів, але G7a не спрацювала, тому «Гартавон» затопили вогнем 88-мм гармати. Подавати сигнал лиха Г.Прін не став, з огляду на те, що англійці намагались його знищити. Команда постраждалого судна була підібрана шведським танкером Castor і 11 вересня висаджена в Орті на Азорських островах.
15 вересня 1939 року капітан підводного човна U-47 Гюнтер Прін завершив свій перший бойовий похід, здійснивши 28-денне патрулювання та, затопивши три британських судна сумарною водотоннажністю 8 270 тонн, прибув до бази в Кілі.

Атака U-47 на лінійний корабель «Роял Оук». 14 жовтня 1939

### 2-й бойовий похід
08.10.1939-21.10.1939
8 жовтня 1939 року підводний човен U-47 вийшов з Кіля у другий бойовий похід. 14 жовтня близько 00:27 він потай пройшов усі британські загороджувальні системи на головній військово-морській базі Королівського флоту Британії Скапа-Флоу і проник до внутрішньої гавані, де на якірних стоянках були ворожі кораблі. Навдивовижу для німецького командира човна більшість британських кораблів була відсутня через наказ адміралтейства залишити ВМБ найбільш великим капітальним кораблям. Але Г.Прін знайшов для себе ціль — лінійний корабель «Роял Оук», який виконував функції потужного засобу протиповітряної оборони Скапа-Флоу.
З визначенням цілі субмарина підійшла на 3 000 ярдів і в 00:58 дала залп по лінкору. Три торпеди вийшли з торпедних апаратів, четверта не спрацювала. Дві промазали, а третя влучили в 01:03, але не спричинила багато збитку ворожому кораблю, був пошкоджений тільки якірний ланцюг. Весь екіпаж лінкора прокинувся від вибухів.
Об 01:13 після розвороту німецький підводний човен дав другий залп з трьох носових торпедних апаратів. О 01:16 торпеди влучили в кормову частину, де знаходились артилерійські льохи. Пролунав потужний вибух. За 13 хвилин старий ветеран Ютландської битви затонув у бухті Скапа-Флоу, потягнувши за собою на дно 833 англійських моряків.

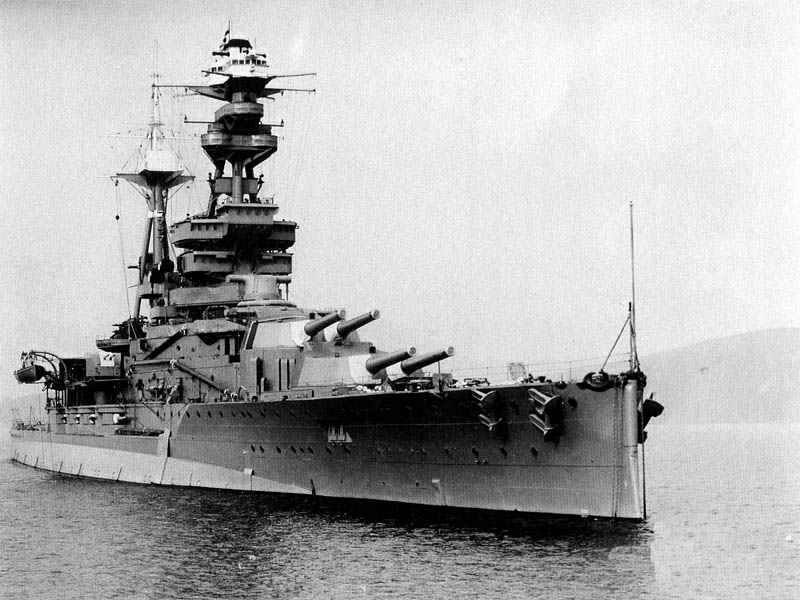
Британський лінійний корабель «Роял Оук»

За успішно проведений зухвалий напад на базу Королівського флоту Г.Прін здобув прізвисько «Буйвіл Скапа-Флоу» (нім. Der Stier von Scapa Flow). На бойовій рубці U-47 незабаром з'явилась емблема човна, що зображала розлюченого буйвола, а невдовзі нею стали користуватись усі підводні човні 7-ї флотилії.
17 жовтня ПЧ повернувся з походу до Вільгельмсгафена, де німецьких моряків зустрічали як національних героїв. Екіпаж привітав особисто командувач підводними силами німецького флоту контр-адмірал К.Деніц.
18 жовтня 1939 року капітан-лейтенант Гюнтер Прін разом зі своєю командою прибув трьома літаками до Берліна, де командир підводного човна був особисто А.Гітлером удостоєний Лицарського хреста Залізного хреста, першим підводником нацистської Німеччини та другим офіцером крігсмаріне після грос-адмірала Е. Редера. Уся команда субмарини нагороджена Залізним хрестом.

### 3-й бойовий похід
16.11.1939-18.12.1939
16 листопада U-47 вийшов з Кіля у черговий, третій бойовий похід. Через декілька днів корабель наразився на ворожий есмінець, тому терміново занурився й втік з місця зустрічі.
28 листопада 1939 року підводний човен атакував торпедами британський важкий крейсер типу «Лондон» «Норфолк», але промахнувся. Потім протягом двох восьми днів субмарина патрулювала поблизу британського узбережжя та в Біскайській затоці, сподіваючись виявити ціль для атаки.
Тільки в обід 5 грудня U-47 виявив на британське суховантажне судно водотоннажністю 8 795 тонн «Навасота», яке прямувало у складі транспортного конвою OB 46 з Ліверпуля до Буенос-Айреса і атакував його торпедами з підводного положення. Внаслідок влучення одної торпеди стався вибух, загинув капітан судна та 36 осіб, «Навасота» затонула. Вцілілих 37 членів екіпажу підібрав есмінець «Ескапейд», ще 8 людей забрало судно Clan Farquhar, яке доставило їх до Кейптауна. Есмінці ескорту спробували контратакувати німецький підводний човен, але Г.Прін встиг швидко вивести U-47 з-під удару та відступити з місця бою.
Пізно ввечері 6 грудня німецька субмарина атакувала торпедами інше судно, цього разу нейтральний норвезький танкер «Брітта» (6 214 тонн). Німці впізнали прапор країни, з якою на той час не перебували в стані війни, але Г.Пірн виконував наказ командування, який визначав, що усі танкери в оголошеній зоні бойових дій навколо Британських островів мають знищуватись. Від влучення торпеди судно переломилось навпіл та повільно затонуло на відстані 45 миль від Лонгшипського маяка. З 36 членів команди шість осіб загинуло внаслідок нападу, решту підібрав бельгійський траулер Memlinc.
Зранку 7 грудня U-47 виявив без ескорту нейтральне голландське транспортне судно «Таяандон» (8 159 тонн), яке йшло з Амстердама до Батавії. Не розглянувши чітко прапор, Г.Прін дав команду атакувати торпедами. Наслідком влучення стала пожежа та потужний вибух і судно швидко скрилось під водою. З 68 членів екіпажу 6 чоловіків загинуло на місці катастрофи.
Наступне зіткнення човна капітан-лейтенанта Г.Пріна з транспортом сталось 8 грудня. Бельгійський зерновоз «Луї Шед» (6 057 тонн), ухиляючись від зустрічі з німецькою субмариною, сів на мілину поблизу Тарлстоун в англійському графстві Девон. З цього моменту і до завершення бойового походу ніяких зіткнень не було; 18 грудня U-47 повернувся до Кіля.
Третій бойовий похід тривав 32 дні, U-47 затопив три транспортних судна сумарною водотоннажністю 23 168 тонн.

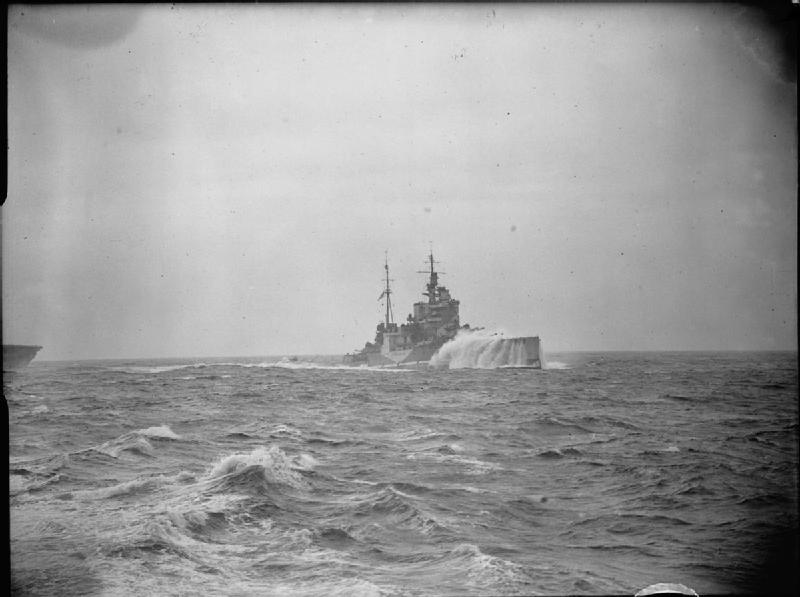
Британський лінкор «Квін Елізабет» на поході в суворі погодні умови поблизу Скапа-Флоу.

### 4-й бойовий похід
11.03.1940-29.03.1940
Після майже трьох місяців перебування на березі, 11 березня 1940 року німецький підводний човен під командуванням незмінного командира Г.Пріна вийшов з доків Вільгельмсгафена у Північне море. 12 числа він отримав наказ по радіо та попрямував до берегів Норвегії, але вже наступного дня завдання йому змінили та направили у західному напрямку.
У середині березня під час плавання поблизу Оркнейських островів екіпаж субмарини помітив два британські лінійні кораблі типу «Куїн Елізабет» та один типу «Нельсон», але капітальні кораблі були занадто далеко для проведення успішної торпедної атаки.
25 березня 1940 року, після двох тижнів походу, U-47 наразився на нейтральне судно — невеликий порожній данський суховантаж «Брітта» (1 146 тонн), що прямував з Калундборга до Ліверпуля. Перша атака німців була невдалою, вони неправильно оцінили швидкість руху судна, тому торпеда пройшла повз «Брітти». Німці ще раз атакували беззахисне судно однією торпедою; внаслідок ураження в носову частину судно дістало серйозних пошкоджень та повільно затонуло поблизу острову Сул-Скеррі. Данська команда втратила 13 осіб у результаті злочинного нападу німецького човна. Вцілілі 6 людей були врятовані данським пароплавом Nancy, що доставив постраждалих до Суонсі.
29 березня 1940 року U-47, після четвертого 19-денного бойового походу, повернувся до Вільгельмсгафена, маючи на своєму власному рахунку одне потоплене судно водотоннажністю 1 146 тонн.

### 5-й бойовий похід
03.04.1940-26.04.1940
Пробувши всього декілька днів у Вільгельмсгафені та присвятивши час лише ремонту, 3 квітня 1940 року німецькі підводники вже вийшли в море в черговий 5-й похід. Командир, не знаючи в деталях план вторгнення вермахту до Норвегії, отримав наказ приховано вийти у визначений район поблизу західного узбережжя цієї країни, не намагаючись напасти на конвої та поодинокі судна, та чекати на команду діяти.
Під час патрулювання, субмарина піддалась атаці бомбардувальників Люфтваффе, які бомбардували флотилії ворожих кораблів неподалік від Норвегії. Результатом «дружнього вогню» стало пошкодження правого паливного танку, що спровокувало течу.
Одного дня U-47 помітив англійський легкий крейсер «Саутгемптон» з есмінцями й був змушений терміново зануритись, уникаючи атаки глибинними бомбами. Субмарина вдарилась о морське дно, але вимушено, не ворухнувшися, чекала декілька годин, доки британські есмінці не відступлять, щоб спливти.
Ввечері 15 квітня німецький підводний човен раптово побачив скупчення кораблів та суден противника поблизу Гарстада. І хоча відстань до цілей була ідеальною — 750-1 500 ярдів — жодна з чотирьох випущених торпед не влучила в ціль.
Невдовзі після півночі наступного дня, Г.Прін особисто очолив перевірку торпед і після тестування дав команду відкрити вогонь по суднах противника. Три торпеди не вибухнули, четверта G7a відхилилась від курсу на 10° та вибухнула, вдарившись о скелю перед носом одного з крейсерів. Мало того, кіль U-47 застрягнув між донними каміннями й в спробі витягнути човен з пастки, Г.Прін пішов на надзвичайні мірі, щоб запобігти потраплянню субмарини в руки ворога. Він навіть дав розпорядження спалити усі документи, що мали цінність, і підготувати човен до самозатоплення. Врешті-решт, U-47 вислизнула із западні, важко пошкодивши правий дизельний двигун. На перехоплення німецького човна поринув ворожий траулер, але капітан встиг занурити U-47 та відірватись у підводному положенні з фіорду від переслідування.
19 квітня 1940 року з норвезького Вестфіорду до Росайту вийшов лінкор «Воспайт» під ескортом есмінців «Гавок», «Хостайл», «Хіроу» та «Фоксхаунд», які вели бої за Нарвік. На шляху угруповання з'явився U-47, який випустив з відстані 900 ярдів дві торпеди: одна промазала, друга вибухнула передчасно. Ескадрені міноносці влаштували запеклу ловитву за німецьким човном, кидаючи глибинні бомби по субмарині, Г.Прін ледве вирвався з лещат смерті.
20 квітня U-47, маючи 10 збоїв на 10 пострілів, Г.Прін відмовився атакувати конвой союзників південно-західніше Вестфіорду та віддав наказ команді повертатись додому. 26 квітня, після 24 днів у морі, підводний човен прибув до Кіля, це був найгірший бойовий похід капітана Пріна. Хоча на нього покладались великі надії при проведенні операції «Везерюбунг», дефективні торпеди призвели до того, що цей вихід був найневдалішим в історії човна.

### 6-й бойовий похід
03.06.1940-06.07.1940
До літа підводний човен проходив планові ремонті роботи, екіпаж відпочивав та готувався до нового походу. 3 червня, коли в Західній Європі щосили точилися битви, армія Франції була практично розтрощена, а союзники з превеликими труднощами проводили евакуацію експедиційних та французьких військ з плацдарму в Дюнкерку, U-47 вийшов з Кіля в океан. Подолавши Північне море, субмарина обігнула Британські острови та вийшла у південну частину Ірландії.
Зранку 6 червня човен підібрав у Північному морі десь у 100 милях південно-східніше Шетландських островів з надувного гумового човна трьох членів екіпажу збитого німецького літаючого човна Do-18D-3 (2./KüFlGr 906). Гідролітак збив двома днями раніше британський бомбардувальник «Блейхейм».
12 червня капітан-лейтенант Гюнтер Прін очолив групу підводних човнів, так звану «вовчу зграю Прін» (нім. Wolfpack Prien). Вовча зграя з семи U-Boot оперувала в Північній Атлантиці на шляху руху союзного конвою HX 47, який йшов з Галіфаксу до Ліверпуля.
14 червня 1940 року U-47, діючи у складі «вовчої зграї», помітив поодиноке суховантажне судно «Балморалвуд» (5 834 тонн), що на шляху до Фалмута відстало від основних сил конвою HX 47. По британському судну з 8 730 тоннами пшениці та з 4 літаками на верхній палубі, німці вистрілили з кормового торпедного апарату однією торпедою й влучили в корпус. За дві години «Балморалвуд» з вантажем затонуло на відстані 70 миль від Клір-Айленду на півдні Ірландії. Капітан з 40 членами судна пересіли у рятувальні човни та згодом були підібрані судном Germanic та доставлені до Ліверпуля.
17 червня «вовча зграя» розпалась. О 20:07 21 червня човен Г.Пріна атакував торпедами одночасно три транспортних судна з конвою HX 49. Дві торпеди пройшли повз цілі, а одна влучила в британський танкер «Сан-Фернандо» водотоннажністю 13 056 тонн, який з 13 500 тоннами сирої нафти та 4 200 тоннами мазуту прямував з Кюрасао до Англії. Уражений танкер був узятий на буксирування двома буксирами, але через важкі пошкодження наступного дня затонув, екіпаж з 49 чоловіків підібрали корвети «Фої» та «Сендвіч».
24 червня вночі німецька субмарина у суворих погодних умовах атакувала залпом з двох торпед невелике панамське транспортне судно «Кетрін» (1 885 тонн), однак торпеди пройшли повз. Тоді, о 02:48, Г.Прін дав команду відкрити вогонь з палубної 88-мм гармати по транспортнику з генеральним вантажем, не бажаючи упускати приз. Естонська команда судна була підібрана ввечері наступного дня британським кораблем-пасткою «Орчі».
27 червня німецький човен Г.Пріна виявив поодиноке судно, яке прямувало з Дігбі в Новій Шотландії до берегів Англії. На борту норвезького судна «Ленда» (4 005 тонн) перевозилось 1 921 стандартних кубів стройового лісу. Капітан корабля дав команду відкрити вогонь з торпедного озброєння, але торпеда промахнулась і тоді екіпаж відкрив вогонь з палубної артилерії. Протягом 20 хвилин німці обстрілювали норвезьке судно, доки воно не зайнялось вогнем. Команда «Ленда» покинула своє судно, при цьому один чоловік загинув при обстрілі. Постраждале судно ще якісь час протрималось на воді, поки не затонуло у 160 милях від Фастнета, Ірландія. Вцілілі моряки були підібрані англійськими есмінцями «Харрікейн» та «Гевлок» і доставлені в Плімут.
О 17:05 того ж дня, у 150 милях від південної частини узбережжя Ірландії, поодинокий та неозброєний голландський танкер «Летіція» (2 580 тонн) був обстріляний гарматним вогнем з відстані 300 м. При нападі загинули два моряки, решті німці дозволили сісти в човни та забезпечили сухим одягом, продуктами і вином. Нафтоналивне судно, заповнене 2 568 тоннами рідкого палива, перекинулось та затонуло. Команду судна підібрали есмінці «Харрікейн» та «Гевлок» і доставили в Плімут.
28 червня U-47 спробував торпедувати невстановлений пароплав на великій дистанції, але не влучив.
29 червня 1940 року U-47 зупинив поодиноке вантажне судно «Емпайр Тукан», обстрілявши його останніми 5-ма пострілами з палубної гармати. Потім німецький човен випустив по судну одну торпеду, яка розколола його навпіл. При атаці загинуло три особи, два радиста і кочегар. «Харрікейн» підібрав 31 члена команди з шлюпок у морі.
30 червня човен Г.Пріна обстріляв з носового торпедного апарату грецьке судно «Георгіос Кіріакідіс» з 7 243 тоннами цукру на борту. Старе судно водотоннажністю 4 201 тонна від ураження торпедою G7e затонуло у 200 милях від Клір-Айленду, команда на рятувальних човнах дісталась берегів острову Валентія 2 липня.

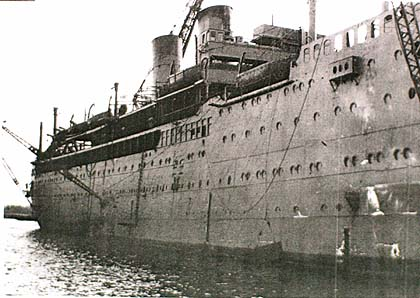
Британське транспортне судно «Арандора Стар».

Після затоплення «Георгіоса Кіріакідіса» U-47 залишився з однією торпедою, яка вже раз не спрацювала, та без снарядів до гармати. Зранку 2 липня несподівано німці наразились на колишнє британське круїзне судно, а з початком війни велике транспортне судно «Арандора Стар», яке перевозило 1 299 інтернованих осіб та військовополонених країн Осі до канадського Сент-Джонса. Г.Прін ризикнув вистрілити несправну торпеду по судну противника. Торпеда влучила в корпус судна та розірвалась, «Арандора Стар» затонуло, потягнувши на дно 805 осіб з числа тих, що перебували на борту судна.
«Арандора Стар» стало однім з найбільших транспортних суден затоплених німецькими підводними човнами під час війни.
6 липня 1940 року німецький човен U-47 повернувся зі свого найуспішнішого бойового походу до Кіля. Протягом 34 днів він перебував у морі, потопив 8 суден противника сумарною водотоннажністю 51 189 тонн.

### 7-й бойовий похід
26.08.1940-25.09.1940
26 серпня німецький підводний човен вийшов з Кіля у сьомий похід до Північної Атлантики.
2 вересня U-47 атакував північно-східніше скелі Роколл бельгійський пароплав «Вілль де Монс» (7 430 тонн) з вантажем (4 378 тонн генеральних вантажів, 1 280 коробок з грушами, 648 тонн кукурудзи та 536 тонн пшениці). Човен випустив три торпеди G7e, одна влучила в корпус «Вілль де Монс» і о 17:01 судно затонуло.
Вночі 4 вересня човен Г.Пріна обстріляв торпедами неподалік скелі Роколл два транспортних судна з конвою OA 207. Одне судно, «Титан» (9 035 тонн), унаслідок влучення торпеди було затоплено. Шість членів команди загинуло, капітан британського судна та 88 моряків були підібрані канадським есмінцем «Сен-Лорен» та 9 вересня висаджені у Росайті.
Наприкінці серпня з Сіднея (Нова Шотландія, Канада) вийшов транспортний конвой SC 2 з 54 суден та 7 кораблів ескорту. Отримавши данні розвідки від B-Dienst, командування підводних сил крігсмаріне проінформувало про це підводні човни U-65, U-101, U-124 та U-28, що перебували на чергуванні в навколишньому районі. К.Деніц віддав наказ Г.Пріну та командирам інших субмарин перехопити конвой 6 числа, але в силу різних обставин тільки три човни змогли взяти участь у полюванні на конвой.
Увечері 6 вересня U-47 отримав контакт з конвоєм і пішов за ним, а у ранкові години 7 вересня Г.Прін сплив на поверхню і зухвалою атакою за 1,5 години потопив три з 54 суден — британські транспорти «Нептуніан» (5 155 тонн), «Хосе де Ларрінага» (5 303 тонни) і норвезький «Гро» (4 211 тонн). Проте погана погода перешкодила атаці U-65 під керівництвом Г.-Г. фон Штокгаузена.
Конвой союзників продовжував рух до Північної протоки на Британських островах, і U-47 переслідував їх далі, але слушного моменту для атаки не було. 9 вересня під час наближення до Гебридів він атакував одне з вантажних суден, але торпеда пройшла повз й влучила в грецький суховантаж «Посейдон» (водотоннажність 3 840 тонн) з 5 410 тоннами сульфідів фосфору. Радіосигнал від U-47 перехопив U-28, який зумів підкрастись і потопити фрахтувальник «Мардініан» (2 434 тонн). Решта конвою SC 2 з 49 суден і 7 ескортних кораблів, безпечно досягли Північної протоки без подальших втрат.
20 вересня до району дії U-47 наблизився конвой HX 72, який прямував з Галіфаксу до Ліверпуля, коли його побачив Г.Прін. Німецьке командування влаштувало скоординовану атаку човнів U-29, U-32, U-43, U-46, U-48, U-65, U-99 і U-100 на транспортні судна конвою. О 04:47 21 вересня 1940 року німецький човен U-99 випустив одну торпеду по судну «Елмбанк» (5 156 тонн), як наслідок транспортник відстав від конвою. О. Кречмер обстріляв з гармати британське вантажне судно, а близько 15 годин U-47 випустив ще одну торпеду по «Елмбанку». На судні спалахнула пожежа, проте, воно все не тонуло. Врешті-решт U-99 О. Кречмера запустив ще одну торпеду й знищив судно; капітан та ще один моряк загинули, 54 члени команди були підібрані Pikepool.
25 вересня U-47 повернувся до нового місця служби — на військово-морську базу в Лор'яні, на західному узбережжі окупованої Франції. З цього часу основною базою 7-ї флотилії ПЧ стала ця колишня французька ВМБ. 7-й похід тривав 31 добу й приніс німецькому екіпажу перемогу над шістьма суднами противника; загальний тоннаж становив 34 973 тонни та було пошкоджене одне судно «Елмбанк» тоннажністю 5 156 тонн.

### 8-й бойовий похід
14.10.1940-23.10.1940
У жовтні 1940 року в Північній Атлантиці розгорнулась велика битва конвоїв, в якій взяло участь багато підводних човнів Третього рейху. Основні події відбулись навколо конвоїв SC 7 та HX 79. Дводенний бій з 18 до 20 жовтня був самим кривавим зіткненням з конвоями протягом усієї атлантичної війни. У боротьбі проти SC 7, за даними адмірала Деніца, взяли участь 8 човнів, які знищили 30 суден загальною водотоннажністю 196 000 тонн.
14 жовтня 1940 року U-47 вийшов з бази в Лор'яні. Через три дні корабель Пріна вийшов на північний захід від Ірландії, де щойно пройшли судна конвою SC 7, але Г.Прін не встиг ув'язатися в бій. Проте кілька годин пізніше, U-47 виявив великий конвой HX 79, який йшов із заходу із сильним супроводом. Гюнтер Прін відправив стандартну доповідь про стан, швидкість та курс руху конвою командуванню, а потім почав переслідувати його. У відповідь Деніц відправив чотири підводні човни до району, зазначеному U-47: U-38, U-46, U-48 та U-100.
У ніч з 19 на 20 жовтня 5 німецьких човнів влаштували справжню бійню, увірвавшись всередину формування суден конвою, та стріляючи по всіх напрямках, і часто вражаючи судна, які вже торпедувалися. Гюнтер Прін повідомив про затоплення 8 одиниць, сумарною тоннажністю 50 500 тонн. У реальності німецька субмарина капітан-лейтенанта Г.Пріна з 22:13 19 жовтня до 02:04 20 жовтня потопила чотири транспортних судна противника: «Уганда» (4 966 тонн), «Вондбі» (4 947 тонн), «Ла Естанція» (5 185 тонн), «Вітфорд Пойнт» (5 026 тонн) та пошкодила танкери «Ширак» (6 023 тонни) і «Ательмонарх» (8 995 тонн) з 13 600 тоннами котельного палива для кораблів.
Загалом за неповних чотири години бою U-47 послав на дно суден сумарною водотоннажністю 20 124 тонни і пошкодив 15 018 тонн, які пізніше затопили інші підводні човни.
20 жовтня 1940 року командир підводного човна U-47 капітан-лейтенант Гюнтер Прін був удостоєний дубового листя до Лицарського хреста Залізного хреста за № 5.
23 жовтня 1940 року німецький підводний човен повернувся на базу в Лор'ян, провівши найкоротшій бойовий похід у своїй історії.

### 9-й бойовий похід
03.11.1940-06.12.1940
3 листопада 1940 року U-47 вийшов з доків Лор'яну в наступний, дев'ятий похід до північної Атлантики. Цього разу на борту корабля перебував журналіст Вольфганг Франк, завданням якого було освітлювати життя субмарини в бойових походах для читачів Німеччини.
О 13:47 8 листопада німецький підводний човен обстріляв з палубної гармати невелике транспортне судно, яке виявилось португальським вантажним судном «Гонсалу Вело» (1 595 тонн). Після бесіди з капітаном Г.Пріном португальський командир судна отримав дозвіл плити далі.
2 грудня U-47 разом з човнами U-43, U-52, U-94, U-95, U-99 та U-101 вийшов на союзний конвой HX 90, що, зібравши судна з Галіфаксу та Нью-Йорку прямував до Ліверпуля. О 04:09 2 числа він атакував торпедою G7e бельгійське судно «Вілль д'Артон» (7 555 тонн), яке відстало від основних сил конвою. Судно затонуло в 250 милях від Роколла; загинув весь екіпаж з 57 чоловіків.
Майже за годину, вже о 05:25 Г.Прін торпедував наступну ціль у конвої — британський танкер «Конч» (8 376 тонн) з 11 214 тоннами котельного палива кораблів. Однак, судно не затонуло. Зранку німецька субмарина U-95 капітана Г.Шрейбера випустила ще чотири торпеди по ньому, дві влучили в носову частину судна. Проте танкер не тонув, хоча капітан з екіпажем були забрані з пошкодженого «Конча» канадським есмінцем «Сен-Лорен». Врешті-решт зранку 3 грудня багатостраждальний танкер був торпедований U-99 і затонув у 370 милях від Гвідора.
Наступним судном, що піддався атаці, стало британське вантажне судно «Данслі» (3 862 тонни) з 1 000 тонн лісу та сталі. U-47 обстріляв його з 88-мм гармати та спровокував пожежу на борту, але команда діяла ефективно та швидко її загасила. Зрештою «Данслі» прибув до порту призначення.
Нарешті, 6 грудня 1940 року, U-47 повернувся після невдалого походу до Лор'яну, де на екіпаж чекало дві хороші новини. Командування підводних сил крігсмаріне постановило поставити U-47 в доки Лор'яну на ремонт та модернізацію, тоді як вся команда була заохочена відпустками до Різдва. 9-й похід завершився затопленням одного судна водотоннажністю 7 555 тонн, ще 3 судна були пошкоджені (13 833 тонни).

### 10-й (останній) бойовий похід
20.02.1941-07.03.1941
20 лютого 1941 року після перебування на березі близько 2,5 місяців човен Г.Пріна вирушив на патрулювання з Лор'яну. Через два дні той же порт залишив і U-99 Отто Кречмера.
Вдень 25 лютого біля західного узбережжя Ірландії U-47 виявив конвой ОВ 290, що складався з 39 суден і семи кораблів охорони й повідомив про це Деніца. Адмірал віддав розпорядження слідувати Г.Пріну за виявленими судами, виконуючи функцію радіомаяка, та одночасно наказав командирам підводних човнів U-99 О. Кречмеру, U-73 Г. Розенбаумові і U-97 У. Гайльману, який повертався в Лор'ян, витративши всі торпеди, приєднатися до «вовчої зграї». Одночасно на перехоплення виявленого конвою вилетіли літаки «Кондор».
У ніч на 26 лютого Г. Прін зав'язав бій з конвоєм, у ході якого йому вдалося потопити три вантажних судна (бельгійське «Касонго» (5 254 тонн), шведське «Рідбогольм» (3 197 тонн) і норвезьке «Боргланд» (3 636 тонн) загальним тоннажем 12 100 тонн, а також завдати ушкоджень британському танкеру «Діала» водотоннажністю 8 106 тонн.
Вдень 26 лютого в небі з'явилося шість літаків Fw 200 «Кондор», які пустили на дно сім суден союзників загальним тоннажем 36 250 тонн і завдали ушкодження судну тоннажем 20 755 т. Бій закінчився, і командири німецьких підводних човнів U-47, U-73 і U-99 отримали новий наказ: йти на захід до південного узбережжя Ісландії.
Зранку 28 лютого U-47 обстріляв з гармати британський пароплав «Голмеліа» (4 223 тонни) з вантажем зерна, що відстав від конвою HX 109. 28 членів екіпажу «Голмеліа» загинуло від атаки, 10 осіб врятувались та були забрані ісландським траулером Baldur.
1 березня 1941 року Гюнтер Прін отримав телеграму з вищого штабу з інформацією про присвоєння йому військового звання корветтен-капітан.
У ранкові години 7 березня 1941 року південніше Ісландії підводний човен капітана Г.Пріна торпедував великий британський транспорт (колишню китобійну базу) «Тер'є Вайкін» (20 638 тонн), який йшов у конвої OB 293. Судно сильно постраждало, але залишилось на плаву. Тоді інший підводний човен U-70 випустив три торпеди по ньому, і знову «Тер'є Вайкін» продовжував триматись. Згодом U-99 добив транспортне судно, яке близько 18:55 затонуло. Екіпаж колишньої китобійної бази був підібраний есмінцем «Харрікейн» і висаджений у Гріноку. На той час «Тер'є Вайкін» був найбільшою плавучою базою для переробки китів у світі.
Після спроби затопити китобійну базу «Тер'є Вайкін» U-47 капітан-лейтенанта Г.Пріна більше не виходив на зв'язок і ніяких відомостей про його подальшу долю не було. Зникнення підводного човна до сіх пір не розкрито. За одними даними у ніч з 7 на 8 березня 1941 року його під час переслідування «Волверін» і «Веріті» ймовірно затопив глибинними бомбами британський есмінець «Волверін». Однак, післявоєнний аналіз довів, що найвірогідніше це був інший підводний човен U-A, який все ж вцілів та вийшов з бою.
Інші вважають, що причиною загибелі U-47 стала атака двох британських корветів «Камелія» та «Арбутус». Треті думають, що човен підірвався на власній торпеді, яка вибухнула всередині корабля, або на міні чи через технічні проблеми, які призвели до морської аварії та загибелі човна.
Єдиним неспростовним фактом є те, що на початку березня 1941 року німецький підводний човен U-47 під командуванням корветтен-капітана Г.Пріна з усім екіпажем у 45 осіб зник у Північній Атлантиці західніше Ірландії

## Список затоплених Г.Пріном суден
| №  | Дата             | Назва                  | Належність      | Водотоннажність (брт) | Конвой        | Результат та координати                                                 | Прим. |
| -- | ---------------- | ---------------------- | --------------- | --------------------- | ------------- | ----------------------------------------------------------------------- | --- |
| 1  | 5 вересня 1939   | SS Bosnia              | Велика Британія | 2 407                 |               | потоплено 45°29′ пн. ш. 09°45′ зх. д. / 45.483° пн. ш. 9.750° зх. д.    | |
| 2  | 6 вересня 1939   | SS Rio Claro           | Велика Британія | 4 086                 |               | потоплено 46°30′ пн. ш. 12°00′ зх. д. / 46.500° пн. ш. 12.000° зх. д.   | |
| 3  | 7 вересня 1939   | SS Gartavon            | Велика Британія | 1 777                 |               | потоплено 47°04′ пн. ш. 11°32′ зх. д. / 47.067° пн. ш. 11.533° зх. д.   | |
| 4  | 14 жовтня 1939   | «Ройал Оук»            | Велика Британія | 29 150                |               | потоплений 58°55′ пн. ш. 02°59′ зх. д. / 58.917° пн. ш. 2.983° зх. д.   | |
| 5  | 5 грудня 1939    | SS Novasota            | Велика Британія | 8 795                 | Конвой OB 46  | потоплено 50°43′ пн. ш. 10°16′ зх. д. / 50.717° пн. ш. 10.267° зх. д.   | |
| 6  | 6 грудня 1939    | MV Britta              | Норвегія        | 6 214                 |               | потоплено 49°19′ пн. ш. 05°35′ зх. д. / 49.317° пн. ш. 5.583° зх. д.    | |
| 7  | 7 грудня 1939    | MV Tajandoen           | Нідерланди      | 8 159                 |               | потоплено 49°09′ пн. ш. 04°51′ зх. д. / 49.150° пн. ш. 4.850° зх. д.    | |
| 8  | 25 березня 1940  | SS Britta              | Данія           | 1 146                 |               | потоплено 60°00′ пн. ш. 04°19′ зх. д. / 60.000° пн. ш. 4.317° зх. д.    | |
| 9  | 14 червня 1940   | SS Balmoralwood        | Велика Британія | 5 834                 | Конвой HX 47  | потоплено 50°19′ пн. ш. 10°28′ зх. д. / 50.317° пн. ш. 10.467° зх. д.   | |
| 10 | 21 червня 1940   | SS San Fernando        | Велика Британія | 13 056                | Конвой HX 49  | потоплено 50°20′ пн. ш. 10°24′ зх. д. / 50.333° пн. ш. 10.400° зх. д.   | |
| 11 | 24 червня 1940   | SS Cathrine            | Панама          | 1 885                 |               | потоплено 50°08′ пн. ш. 14°00′ зх. д. / 50.133° пн. ш. 14.000° зх. д.   | |
| 12 | 27 червня 1940   | SS Lenda               | Норвегія        | 4 005                 |               | потоплено 50°12′ пн. ш. 13°18′ зх. д. / 50.200° пн. ш. 13.300° зх. д.   | |
| 13 | 27 червня 1940   | SS Leticia             | Нідерланди      | 2 580                 |               | потоплено 50°11′ пн. ш. 13°15′ зх. д. / 50.183° пн. ш. 13.250° зх. д.   | |
| 14 | 29 червня 1940   | SS Empire Toucan       | Велика Британія | 4 421                 |               | потоплено 49°20′ пн. ш. 13°52′ зх. д. / 49.333° пн. ш. 13.867° зх. д.   | |
| 15 | 30 червня 1940   | SS Georgios Kyriakides | Греція          | 4 201                 |               | потоплено 50°25′ пн. ш. 14°33′ зх. д. / 50.417° пн. ш. 14.550° зх. д.   | |
| 16 | 2 липня 1940     | SS Arandora Star       | Велика Британія | 15 501                |               | потоплено 55°20′ пн. ш. 10°33′ зх. д. / 55.333° пн. ш. 10.550° зх. д.   | |
| 17 | 2 вересня 1940   | SS Ville de Mons       | Бельгія         | 7 463                 |               | потоплено 58°20′ пн. ш. 12°00′ зх. д. / 58.333° пн. ш. 12.000° зх. д.   | |
| 18 | 4 вересня 1940   | SS Titan               | Велика Британія | 9 035                 | Конвой OA 207 | потоплено 58°14′ пн. ш. 15°50′ зх. д. / 58.233° пн. ш. 15.833° зх. д.   | |
| 19 | 7 вересня 1940   | SS Neptunian           | Велика Британія | 5 155                 | Конвой SC 2   | потоплено 58°27′ пн. ш. 17°17′ зх. д. / 58.450° пн. ш. 17.283° зх. д.   | |
| 20 | 7 вересня 1940   | SS Jose de Larrinaga   | Велика Британія | 5 303                 | Конвой SC 2   | потоплено 58°30′ пн. ш. 16°10′ зх. д. / 58.500° пн. ш. 16.167° зх. д.   | |
| 21 | 7 вересня 1940   | SS Gro                 | Норвегія        | 4 211                 | Конвой SC 2   | потоплено 58°30′ пн. ш. 16°10′ зх. д. / 58.500° пн. ш. 16.167° зх. д.   | |
| 22 | 9 вересня 1940   | SS Possidon            | Греція          | 3 840                 | Конвой SC 2   | потоплено 56°43′ пн. ш. 09°16′ зх. д. / 56.717° пн. ш. 9.267° зх. д.    | |
| 23 | 21 вересня 1940  | MV Elmbank             | Велика Британія | 5 156                 | Конвой HX 72  | пошкоджений 55°20′ пн. ш. 22°30′ зх. д. / 55.333° пн. ш. 22.500° зх. д. | Торговельне судно Elmbank того ж дня було потоплено U-99 корветтен-капітана О. Кречмера                                                                                               |
| 24 | 19 жовтня 1940   | SS Uganda              | Велика Британія | 4 966                 | Конвой HX 79  | потоплено 56°35′ пн. ш. 17°15′ зх. д. / 56.583° пн. ш. 17.250° зх. д.   | |
| 25 | 19 жовтня 1940   | MV Shirak              | Бельгія         | 6 023                 | Конвой HX 79  | пошкоджено 57°00′ пн. ш. 16°53′ зх. д. / 57.000° пн. ш. 16.883° зх. д.  | Того ж дня танкер Shirak був торпедований U-48 корветтен-капітана Г. Бляйхродта і затонув                                                                                             |
| 26 | 19 жовтня 1940   | SS Wandby              | Велика Британія | 4 947                 | Конвой HX 79  | потоплено 56°45′ пн. ш. 17°07′ зх. д. / 56.750° пн. ш. 17.117° зх. д.   | |
| 27 | 20 жовтня 1940   | SS La Estancia         | Велика Британія | 5 185                 | Конвой HX 79  | потоплено 57° пн. ш. 17° зх. д. / 57° пн. ш. 17° зх. д.                 | |
| 28 | 20 жовтня 1940   | SS Whitford Point      | Велика Британія | 5 026                 | Конвой HX 79  | потоплено 56°38′ пн. ш. 16°00′ зх. д. / 56.633° пн. ш. 16.000° зх. д.   | |
| 29 | 20 жовтня 1940   | MV Athelmonarch        | Велика Британія | 8 995                 | Конвой HX 79  | пошкоджено 56°45′ пн. ш. 15°58′ зх. д. / 56.750° пн. ш. 15.967° зх. д.  | |
| 30 | 8 листопада 1940 | Gonçalo Velho          | Португалія      | 1 595                 |               | потоплено 52°30′ пн. ш. 17°30′ зх. д. / 52.500° пн. ш. 17.500° зх. д.   | |
| 31 | 2 грудня 1940    | SS Ville d'Arlon       | Бельгія         | 7 555                 | Конвой HX 90  | потоплено 55°00′ пн. ш. 18°30′ зх. д. / 55.000° пн. ш. 18.500° зх. д.   | |
| 32 | 2 грудня 1940    | MV Conch               | Велика Британія | 8 376                 | Конвой HX 90  | пошкоджено 55°40′ пн. ш. 19°00′ зх. д. / 55.667° пн. ш. 19.000° зх. д.  | Танкер Conch наступного дня був торпедований U-95 Г.Шрайбера і нарешті потоплений U-99 корветтен-капітана О. Кречмера                                                                 |
| 33 | 2 грудня 1940    | MV Dunsley             | Велика Британія | 3 862                 | Конвой HX 90  | пошкоджено 54°41′ пн. ш. 18°41′ зх. д. / 54.683° пн. ш. 18.683° зх. д.  | |
| 34 | 26 лютого 1941   | SS Kasongo             | Бельгія         | 5 254                 | Конвой OB 290 | потоплено 55°50′ пн. ш. 14°20′ зх. д. / 55.833° пн. ш. 14.333° зх. д.   | |
| 35 | 26 лютого 1941   | MV Diala               | Велика Британія | 8 106                 | Конвой OB 290 | пошкоджено 55°50′ пн. ш. 14°00′ зх. д. / 55.833° пн. ш. 14.000° зх. д.  | |
| 36 | 26 лютого 1941   | SS Rydboholm           | Швеція          | 3 197                 | Конвой OB 290 | потоплено 55°32′ пн. ш. 14°24′ зх. д. / 55.533° пн. ш. 14.400° зх. д.   | |
| 37 | 26 лютого 1941   | MV Borgland            | Норвегія        | 3 636                 | Конвой OB 290 | потоплено 55°45′ пн. ш. 14°29′ зх. д. / 55.750° пн. ш. 14.483° зх. д.   | |
| 38 | 28 лютого 1941   | SS Holmlea             | Велика Британія | 4 233                 | Конвой HX 109 | потоплено 54°24′ пн. ш. 17°25′ зх. д. / 54.400° пн. ш. 17.417° зх. д.   | |
| 39 | 7 березня 1941   | MV Terje Viken         | Велика Британія | 20 638                | Конвой OB 293 | пошкоджено 60°00′ пн. ш. 12°50′ зх. д. / 60.000° пн. ш. 12.833° зх. д.  | Китобійна база Terje Viken була атакована ще U-70 Й.Матца, й пізніше торпедована U-99 корветтен-капітана О. Кречмера. Знерухоміле судно остаточно затоплено кораблями ескорту конвою. |

## Звання
- Фенріх-цур-зее (1 березня 1933)
- Обер-фенріх-цур-зее (1 січня 1935)
- Лейтенант-цур-зее (1 квітня 1935)
- Оберлейтенант-цур-зее (1 січня 1937)
- Капітан-лейтенант (1 лютого 1939)
- Корветтен-капітан (18 березня 1941)

## Нагороди
- Медаль «За вислугу років у Вермахті» 4-го класу (4 роки) (22 січня 1937)
- Залізний хрест
  - 2-го класу (25 вересня 1939)
  - 1-го класу (17 жовтня 1939)
- Лицарський хрест Залізного хреста з дубовим листям
  - Лицарський хрест (18 жовтня 1939)
  - Дубове листя (№5; 20 жовтня 1940) — перший кавалер у крігсмаріне.
- Нагрудний знак підводника (1940) з діамантами (31 жовтня 1940)
- Почесний кинджал крігсмаріне з діамантами (20 жовтня 1940)
- 8 разів відзначений у Вермахтберіхт
- Почесний громадянин міста Егер
- Премія Ганса Шемма — за книгу Mein Weg nach Scapa Flow
- Гімназія королеви Кароли в Лейпцигу, яку відвідував Прін, була перейменована на його честь.

## Вшанування пам'яті

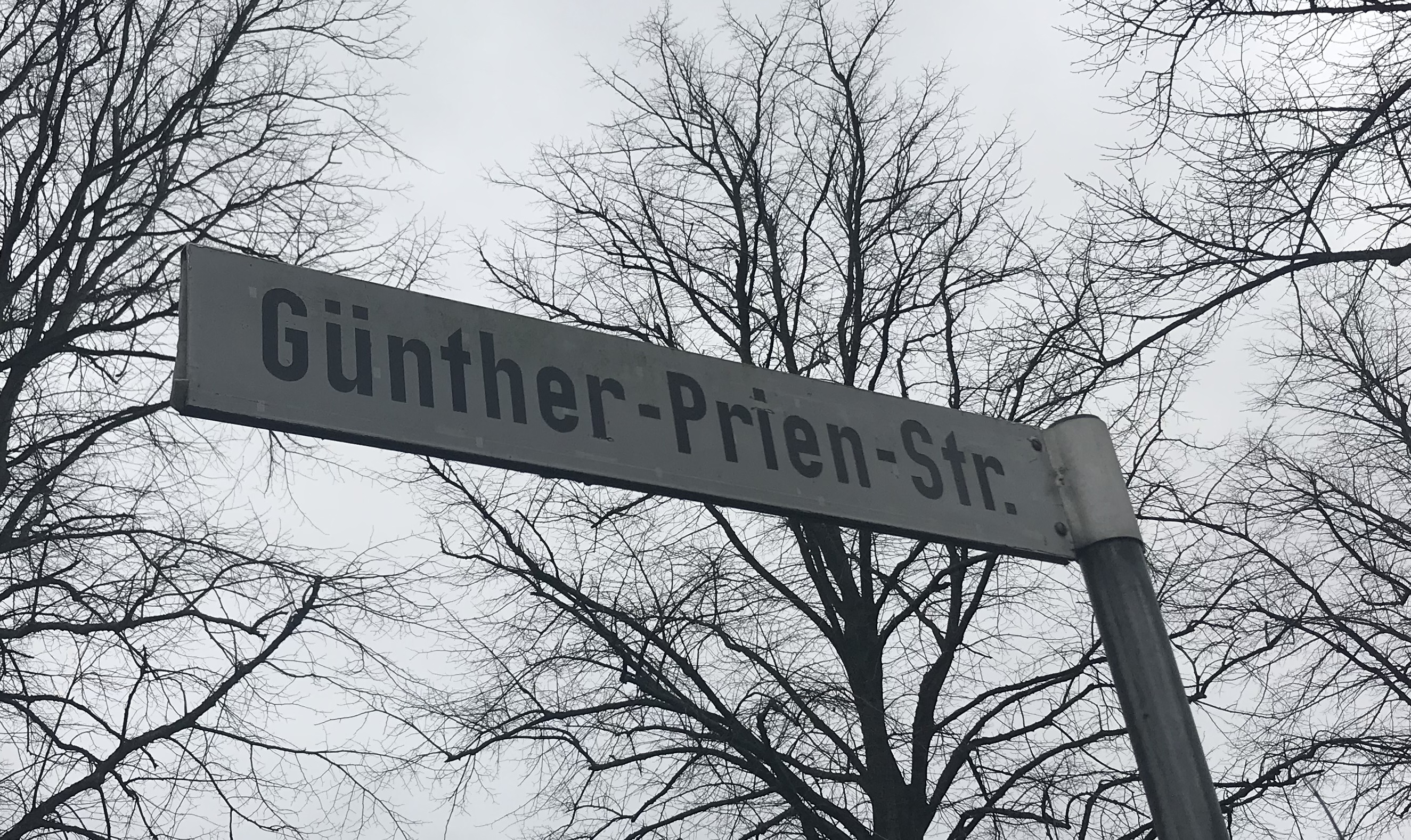
Вулиця Гюнтера Пріна в Шенбергу.

В місті Шенберг є вулиця Гюнтера Пріна.

## Відео
- U-47. Капитан-лейтенант Прин / U47 — Kapitänleutnant Prien (1958)
- U-47, Günther Prien [Архівовано 1 лютого 2021 у Wayback Machine.]